# Sur les falaises de marbre
Sur les falaises de marbre (titre original en allemand : Auf den Marmorklippen) est un roman court d'Ernst Jünger écrit et publié en 1939, que beaucoup de critiques considèrent comme son chef-d'œuvre. Il s'agit d'un récit allégorique, ou encore un « récit légendaire », dénonçant la barbarie et formant une « parabole de la résistance ». Il a été traduit en français par Henri Thomas en 1942. Cette œuvre est considérée comme appartenant au phénomène d'« émigration intérieure » décelé chez Jünger à partir du milieu des années 1930 et pendant la Seconde Guerre mondiale,.

## Résumé
Le récit se déroule dans un pays imaginaire, la Marina, terre de vignobles et de raffinements, bordée d'un côté par la mer, de l'autre, au nord, par des falaises de marbre qui la séparent de la Campagna, terre de grands pâturages et de bergers. L'intrigue se déroule sept ans après la guerre d'Alta-Plana, territoire situé de l'autre côté de la mer. Le narrateur et son frère, qui y ont combattu, travaillent au sein d'un vaste ermitage situé sur les falaises de marbre. Occupés par leur bibliothèque et leur immense herbier, vivant paisiblement dans la contemplation de la nature, ils assistent à la montée du Grand Forestier, seigneur de la Maurétanie, pays de forêts situé au nord de la Campagna. Les hordes du Grand Forestier sèment la dévastation dans la Campagna et menacent la Marina :

« Le spectacle de tels temps laissait prévoir ce qu'on était en droit d'attendre encore de la part du vieux, aux aguets dans ses profondes forêts. Lui qui haïssait la charrue, le blé, la vigne et les animaux domestiques, à qui les claires demeures et la vie au grand jour étaient contraires, se souciait peu de régner sur cette plénitude. Son cœur s'ouvrait seulement quand sur la ruine des villes les mousses et le lierre verdissaient, et que la chauve-souris, sous les voussures crevées des cathédrales, voletait à la clarté de la lune. Il voulait voir, à l'extrême bord de son domaine, les arbres baigner leurs racines dans la Marina, et sur leur cime le héron argenté devait rencontrer la cigogne noire s'envolant des taillis de chênes pour regagner le marécage. Il fallait que le sanglier fouille de ses défenses la terre noire des vignobles et que les castors circulent sur les étangs des couvents, quand par des sentiers cachés les bêtes sauvages s'acheminent au crépuscule pour étancher leur soif. Et sur les lisières, où les arbres ne peuvent s'enraciner dans le marécage, il voulait voir au printemps passer les bécasses et durant l'arrière-saison la grive voler vers les baies rouges. »

Le récit décrit l'avancée du Grand Forestier, le combat pour défendre la Marina, la défaite et la dévastation qui s'ensuivent. Les défenseurs de la Marina, dont le narrateur et son frère, trouvent dans les montagnes d'Alta-Plana un refuge et la paix.

## Récit symbolique ou allégorie antinazie?
Très vite, certains ont vu dans la figure du Grand Forestier une vision à peine transposée d'Hitler. La vie de l'auteur, ainsi que celle de son éditeur, sont alors menacées par la publication du livre, mais Jünger échappe à toute sanction car Hitler ne souhaite pas « frapper un héros aussi glorieux de la première Guerre mondiale » malgré les exhortations du Reichsleiter Philipp Bouhler en ce sens. George Steiner estime que le livre a peut-être été « le seul acte de résistance majeure, de sabotage à l'intérieur, qui se soit manifesté dans la littérature allemande sous le régime hitlérien ».
Julien Gracq a livré un texte dans lequel il commente sa lecture du récit. Pour lui : « Ce n'est pas une explication de notre époque. [Ce] n'est pas non plus un livre à clé où on [pourrait], comme certains ont été tentés de le faire, mettre des noms sur les figures inquiétantes ou imposantes qui se lèvent de ces pages. Avec plus de vérité, on pourrait l'appeler un ouvrage symbolique, et ce serait seulement à condition d'admettre que les symboles ne peuvent s'y lire qu'en énigme et à travers un miroir. »
Selon Michel Vanoosthuyse, le personnage du Grand Forestier renvoie d'emblée à Staline, et non à Hitler : « Faire du satrape viveur et tout oriental qu'est par certains côtés le Grand Forestier le décalque de Hitler, c'est être myope. Que les victimes du Grand Forestier et de ses sbires soient justement les artisans et les paysans sédentaires de la Marina, fidèles à leurs rites, à leurs fêtes et à leurs ancêtres, amateurs d'ordre, devrait inciter à la prudence, ou suggérer, si l'on veut à tout prix maintenir l'interprétation antinazie du roman, que Jünger ne comprend décidément rien à la politique ; en réalité, il la comprend trop bien. »
Cette vision semble toutefois contredite par les convictions nettement antinazies de Jünger dès la fin des années 1930, notamment mises en évidence par la publication de son Journal de guerre. La décontextualisation opérée par Jünger dans Sur les falaises de marbre fait en réalité de son récit une charge contre la terreur et la dictature, qui ne se limite donc pas au seul régime hitlérien. L'auteur, alors âgé de 97 ans, s'est lui-même exprimé sur ce point : « À vrai dire, je songeais à un type de dictateur plus puissant encore, plus démoniaque. (...) S'il allait bien à Hitler, l'histoire a montré qu'il pouvait aussi convenir à un personnage de plus grande envergure encore : Staline. Et il pourra correspondre à bien d'autres hommes. »
Quoi qu'il en soit, Vanoosthuyse fait observer que le livre passe sans encombre les multiples barrières de la censure, qu'il est édité par une maison plus que proche du pouvoir, qu'il connaît immédiatement six rééditions successives, et que la Wehrmacht elle-même le fait tirer à 20 000 exemplaires en 1942 et distribuer dans ses « librairies du front ». Il rappelle aussi qu'il ne fait l'objet d'aucune attaque dans la presse national-socialiste, qu'il est commenté élogieusement en août 1940 par la revue Weltliteratur, qui dépend de la SS, et qu'il est accueilli dans une histoire national-socialiste de la littérature comme la Volkhafte Dichtung der Zeit de Langenbucher.

## Succès et influence
Le livre a connu dès sa publication un vif succès et le premier tirage en fut vite épuisé.
L'influence de Sur les falaises de marbre a été très vite remarquée, notamment sur Le Désert des Tartares de Dino Buzzati écrit un an plus tard, ou sur Le Rivage des Syrtes de Julien Gracq, admirateur de Jünger avec qui il se lia d'amitié. Les trois romans présentent de nombreux traits communs, quant à leur thématique — l'attente du barbare —, leur style — très descriptif et laissant peu de place à l'action, quoique celle-ci soit moins présente encore chez Buzzati et Gracq qui la chassent hors des bornes du récit — ou quant au monde qu'ils décrivent — trois univers imaginaires, au bord du rêve : la « Marina » et la « Campagna » chez Jünger, le « Royaume » et « l'État du nord » chez Buzzati, « Orsenna » et le « Farghestan » chez Gracq. On retrouve enfin cette influence chez J. M. Coetzee (En attendant les barbares, 1980).

## Éditions
- Première édition en Allemagne : Auf den Marmorklippen, Hanseatische Verlagsanstalt, Hambourg, 1939
- Sur les falaises de marbre, trad. française Henri Thomas
  - Paris, Gallimard, coll. « Blanche », 1942
  - Paris, Gallimard, coll. « Du monde entier », 1967
  - Paris, Librairie générale française, coll. « Le Livre de poche », 1971
  - Paris, Gallimard, coll. « L'Imaginaire », 1979